# Giuseppe Artale

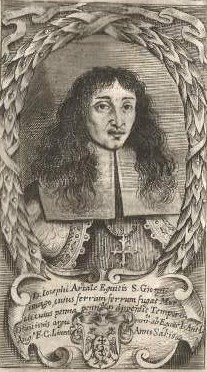
Giuseppe Artale

Giuseppe Artale (* 29. August 1628 in Catania; † 11. Februar 1679 in Neapel) war ein italienischer Schriftsteller, Dichter und Soldat.

## Leben
Artale, in Sizilien geboren, war adliger Herkunft. Er galt als gefürchteter Fechter in Neapel. Im Kampf tötete er im Alter von 15 Jahren einen Edelmann, versteckte sich darauf in einem Kloster und schlug danach eine militärische Laufbahn ein. Später kämpfte er gegen die Türken auf Kreta und kam um 1654 nach Neapel zurück, wo er bis zum Tode lebte. Er reiste nach Venedig und begleitete Ernst von Braunschweig-Lüneburg als Gardenführer während dessen Reise durch Italien. Er verfasste auch Gedichte (Della Enciclopedia poetica, libri I, II, III), darunter zahlreiche Gelegenheitsgedichte. In seiner letzten Sammlung (L’alloro fruttuoso) änderte sich sein Stil vom extremen Manierismus der früheren Texte zu eher pessimistischer Resignation.